# Kārlis Baumanis

Kārlis Baumanis

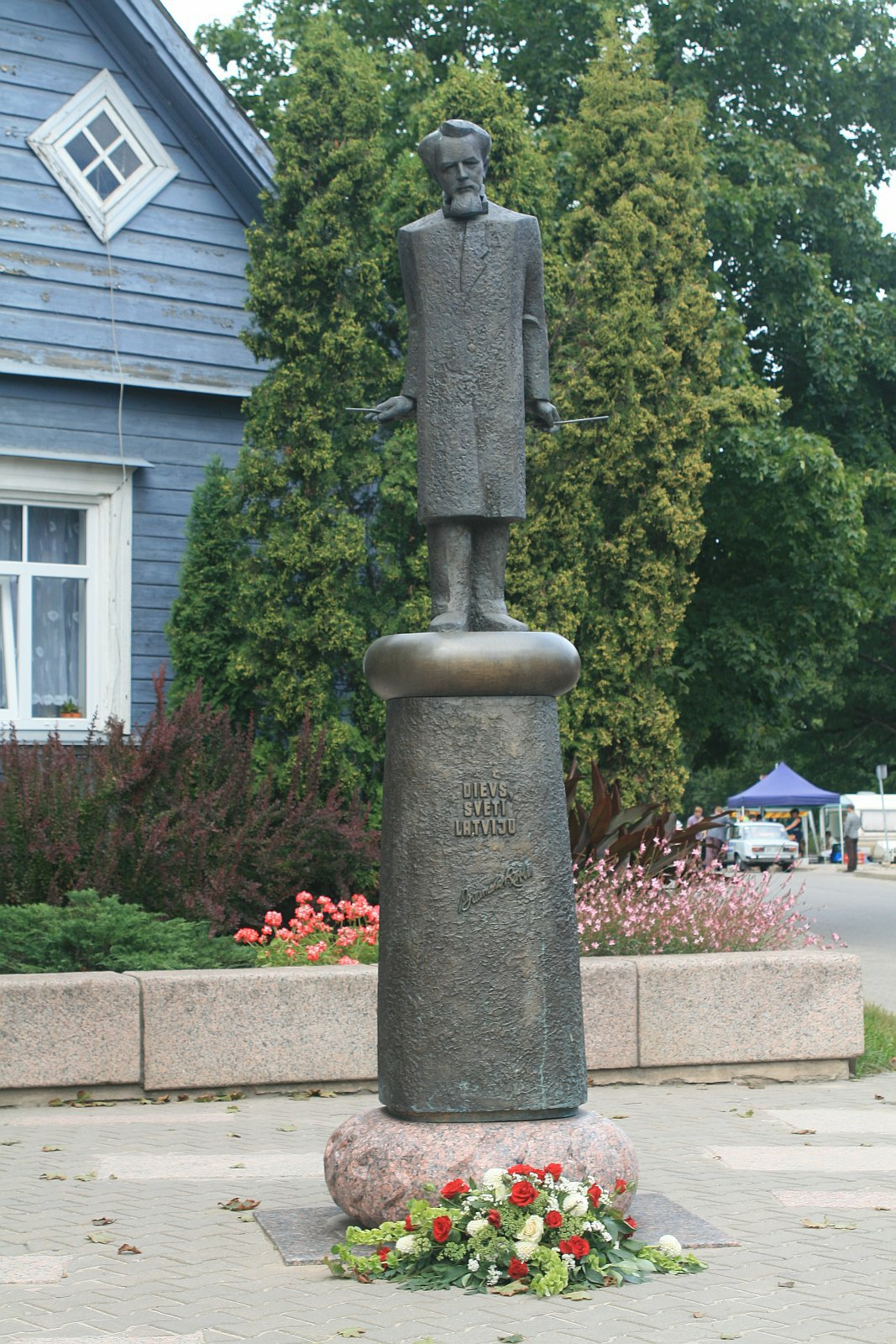
Baumanis Denkmal in Limbaži

Kārlis Baumanis, auch bekannt als Baumaņu Kārlis, (* 29. Apriljul. / 11. Mai 1835greg. in Viļķene (Wilkenhof); † 28. Dezember 1904jul. / 10. Januar 1905greg. in Limbaži (Lemsal)) war ein lettischer Komponist und Dichter. Er komponierte 1870 die lettische Nationalhymne Gott segne Lettland.

## Leben
Kārlis Baumanis wurde 1835 als Sohn von Jākob Baumanis und seiner Frau Anne auf dem Halbgut Indriķis in der Gemeinde Viļķene geboren. Nach dem Besuch der Gemeindeschule in Limbaži studierte er bis 1856 im Lehrerseminar von Jānis Cimze in Valka. Hier erwarb er sich umfangreiche Kenntnisse in Pädagogik, Fremdsprachen und Musik. Bei seiner ersten Arbeitsstelle kam er wegen seiner Einstellung zum lettischen Volk in Konflikt mit dem deutschbaltischen Gutsherren und zog deshalb nach St. Petersburg. Von 1858 bis 1881 beteiligte er sich hier neben seiner Arbeit als Lehrer am kulturellen Leben der Junglettischen Petersburger Diaspora und war als Musiker aktiver Organisator des Ersten lettischen Liederfestes 1871. Dieses Engagement führte zu seiner Entlassung aus dem russischen Staatsdienst. Ab 1882 lebte und arbeitete Baumanis in Limbaži. Hier war er Mittelpunkt des öffentlichen Lebens. Neben Musikkompositionen trat er als Publizist in Erscheinung. Er starb im Januar 1905. Bei seiner Grabstelle auf dem Friedhof von Limbaži wurde 1920 ein von Gustavs Šķilters geschaffenes Denkmal errichtet.

## Werk
Um das Jahr 1870 entstanden durch Baumaņu Kārlis erste Bearbeitungen von Volksliedern. Während er im Cimze-Seminar die Harmonisierung von Volksliedern im damaligen deutschen Stil erlernte, hatte er in St. Petersburg Gelegenheit die Werke russischer Komponisten kennenzulernen. Sein Ziel wurde jedoch eine originale lettische Volksmusik ohne die fremden Einflüsse. Bei den ersten lettischen Sängerfesten wurden drei seiner Kompositionen gesungen: „Tēvijas dziesma“ (Vaterlied – Text: Lapas Mārtiņš), „Daugavas zvejnieku dziesma“ (Lied der Dünafischer – Text: Fricis Brīvzemnieks) und „Dievs, svētī Latviju“ (Gott segne Lettland – die spätere Nationalhymne). Das Wort „Latvija“ in Baumanis Text musste zeitweise durch das unverfänglichere „Baltija“ ersetzt werden.
Baumanis komponierte unter anderem Musik zu Texten von Auseklis bzw. Miķelis Krogzemis, Andrejs Pumpurs, Fricis Brīvzemnieks und Jānis Ruģēns. Mitte der 1870er Jahre führte er eine publizistische Fehde mit den deutschbaltischen Literaten, nachdem er seinem ehemaligen Lehrer Jānis Cimze vorgeworfen hatte fremde Texte und Melodien mit der lettischen Volksmusik zu vermischen. Die Polemiken fanden unter anderem Ausdruck in von Baumanis gezeichneten Karikaturen des Satirejournals „Dunduri“. Die beiden Liedersammlungen „Austra“ und „Līgo“ von 1874 waren speziell gegen die Deutschbalten gerichtet, was zur Konfiszierung der Sammlung „Līgo“ führte.